# Station de mesure de la qualité de l'air

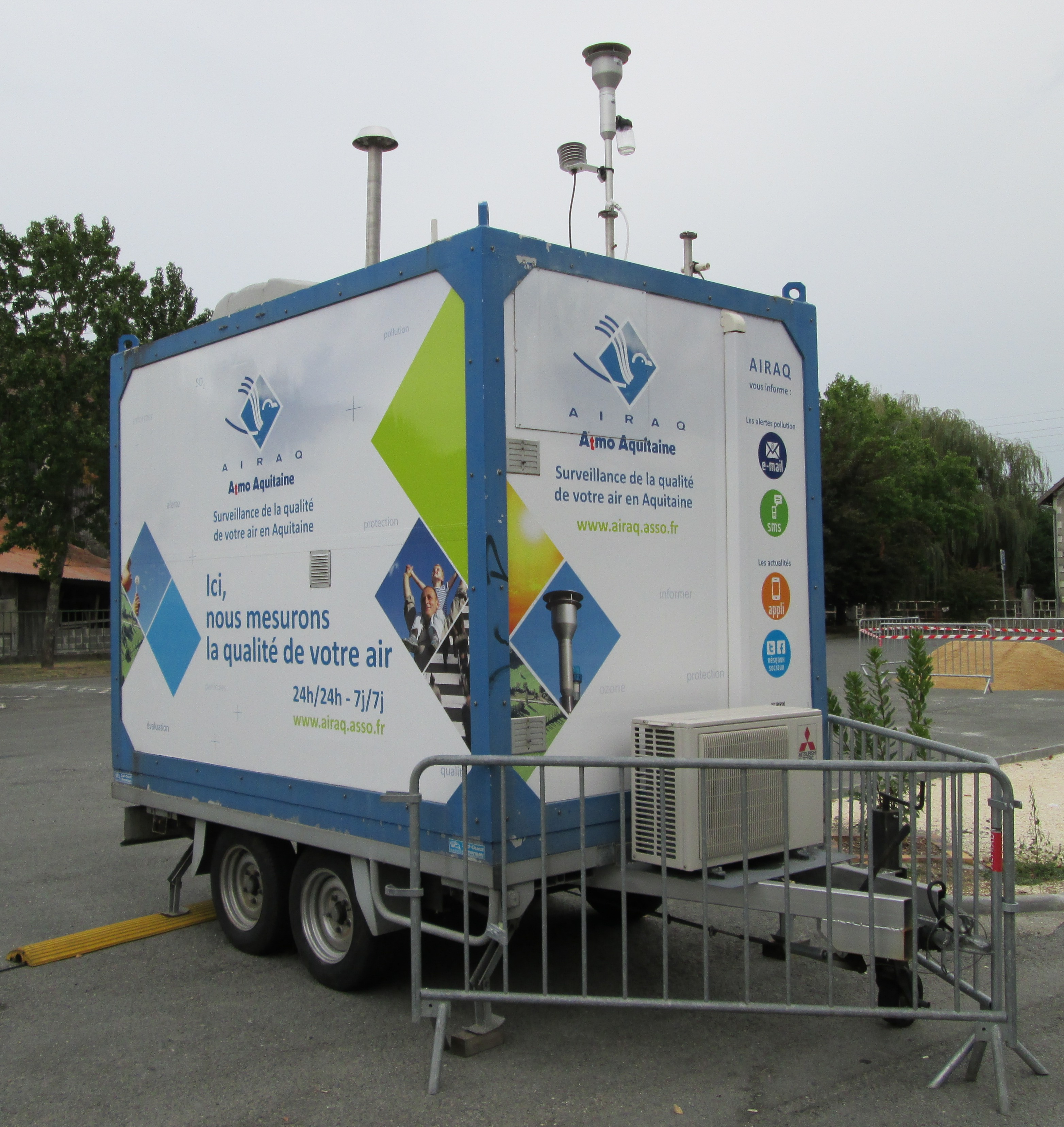
Remorque laboratoire située en centre urbain, en Aquitaine (AASQA Airaq). La tête de prélèvement est visible à son sommet ; le module du climatiseur est situé devant la remorque.

Une station de mesure de la qualité de l'air concerne le contrôle de la pollution atmosphérique et la surveillance de la qualité de l'air ambiant. Les polluants surveillés sont : dioxyde de soufre, dioxyde d'azote, ozone, benzène, plomb, particules, monoxyde de carbone, etc.
La finalité de ces stations est de mesurer, de la façon la plus représentative possible, la teneur en composants de l'air d'une certaine zone ; il est bien évident que selon la proximité, proche ou lointaine, de sources de pollution, selon l'implantation des cabines (en ville, en campagne), les stations donneront des informations métrologiques de représentativités différentes.
Selon les cas, une station est utilisée pour des besoins spécifiques tels que l'aide à la modélisation ou la prévision.
En France, ces stations sont gérées par les associations agréées de surveillance de la qualité de l'air (AASQA), et l'on retrouve soit des stations fixes, soit des stations mobiles [ex. : « camions » laboratoires (véhicules de type camionnette), remorques laboratoires, triporteurs laboratoires], pourvues d'analyseurs d'air en continu.
On les divise également selon les deux groupes suivants :
- station de fond (urbaine, périurbaine, rurale régionale, rurale nationale) : une station de fond est une station relativement éloignée de toute source de pollution proche, par opposition à une station de proximité. Cette station de fond ne subit donc pas les impacts immédiats d'une source de pollution, et permet au contraire de mesurer un air moyen, un air « de fond », dans le secteur concerné ;

- station de proximité (trafic, industrielle) : station (fixe ou mobile), située à proximité plus ou moins grande de la source émettrice qu'elle est censée mesurer. Exemple : le cas d'une station située au bord d'un axe important de circulation, d'un carrefour, ou à proximité d'un émetteur industriel, et capable d'en relever les émissions polluantes.

## Typologie
Les stations ont donc été classées en sept catégories différentes selon deux groupes, et selon la typologie suivante (en France) :
- station trafic : dont l'objectif est de fournir des informations sur les concentrations mesurées dans des zones représentatives du niveau maximal d'exposition auquel la population située en proximité d'une infrastructure routière est susceptible d'être exposée ;

- station industrielle : dont l'objectif est de fournir des informations sur les concentrations représentatives du niveau de pollution induit par des phénomènes de panache ou d'accumulation issu d'une source industrielle ;

- station urbaine :  pour le suivi du niveau moyen de la population aux phénomènes de pollution atmosphérique dits « de fond » dans les centres urbains ;

- station périurbaine : pour le suivi du niveau moyen d'exposition de la population aux phénomènes de pollution atmosphérique dits « de fond » à la périphérie du centre urbain ;

- station rurale régionale : pour la surveillance de l'exposition des écosystèmes et de la population à la pollution  atmosphérique « de fond » notamment photochimique à l'échelle régionale ;

- station rurale nationale : est une station, gérée par une AASQA, qui participe à la surveillance dans les zones rurales de la pollution atmosphérique dite « de fond » issue des transports de masse d'air à longue distance, notamment transfrontalière ;

- station d'observations spécifiques (ou d'études).

### Station fixe ou mobile
Une station fixe est un lieu de prélèvement permanent de l'air ambiant. Les prélèvements sont effectués 24 h / 24 et 365 j / 365. Une station fixe est en général un petit bâtiment en dur (type chalet ou cabine métallique) situé en un endroit judicieux, selon sa finalité et son type, station de proximité ou station de fond, muni à son sommet de dispositifs de prélèvement de l'air ambiant, et à l'intérieur, d'analyseurs spécifiques des polluants principaux, tels que PM10, dioxyde de soufre SO2, monoxyde d'azote NO, dioxyde d'azote NO2, ozone O3, monoxyde de carbone CO et BTX (benzène, toluène et xylène). Les cabines comportent également un système d'acquisition et de transmission des données, et sont en général pourvues d'une climatisation.
Le terme « station fixe » se définit par opposition à un prélèvement effectué en station mobile qui possède les mêmes préleveurs et les mêmes analyseurs, mais qui est déplaçable, et a pour but de réaliser des campagnes limitées dans le temps (de quelques semaines à quelques mois).
Une station mobile est l'équivalent mobile d'une station fixe de mesure, équipée des mêmes analyseurs d'air ambiant. Par ailleurs, une station mobile est souvent équipée également de dispositifs pour la détermination des principaux paramètres météorologiques (température, pression atmosphérique, direction et vitesse du vent, hygrométrie, etc.).

## Méthodes d'analyse
Les polluants classiques peuvent être mesurés par les méthodes d'analyse suivantes :
- dioxyde de soufre (SO2) par fluorescence UV ;
- oxydes d'azote (NO-NOx) par chimiluminescence ;
- monoxyde de carbone (CO) par absorption IR ;
- ozone (O3) par absorption UV ;
- particules fines en suspension (PM10) par microbalance (TEOM, en anglais : tapered element oscillating microbalance)[2];
- particules fines en suspension (ultrafines particules) par Spectromètre de mobilité électrique[3].